# Otionellina squamosa
Otionellina squamosa is een mosdiertjessoort uit de familie van de Otionellidae. De wetenschappelijke naam van de soort is voor het eerst geldig gepubliceerd in 1880 door Tenison Woods.